# TENBATSU
『TENBATSU』（てんばつ）は、2010年9月4日公開の日本映画。

## 概要
学園の怪談をテーマにした都市伝説ホラー映画。渋谷『UPLINK X』で2週間限定レイトショー上映。監督は今作品が監督デビュー作となる田中善之。主演は吉谷彩子。
キャッチコピーは「人を呪わば穴二つ…･･」「美少女たちの絶叫がこだまする戦慄の"愕怨（がくえん）"ホラー誕生!!」。

## ストーリー
ホラー文学研究部員の香田結季はちょっとした嫉妬心から学園で絵馬掛けの呪いの儀式を実行してしまい、次々とホラー文学研究員メンバーに惨劇が襲いかかる。

## キャスト
- 香田結季 - 吉谷彩子
- 佐野道晴 - 梅澤悠
- 松山嘉香 - 吉川まりあ
- 藤沢若葉 - 岡崎亜紗子
- 野上賢二 - 川原貴大
- 奥井綾美 - 小泉麻耶
- 神木沙耶 - 関谷愛里紗
- 山本麻貴
- 田中有紀美

## スタッフ
- 監督 - 田中善之
- プロデューサー - 小田泰之、狩野善則
- 脚本 - 月岡美知子、田中善之
- 撮影 - 砂原洋一
- 撮影技術 - 高田秀雄
- 特殊メイク - 自由廊、JIRO
- スタイリスト - 馬場恭子
- ヘアメイク - 上田深里
- 助監督 - 土岐洋介
- 美術 - 田中律子
- 音楽 - yuta
- MA - 後藤浜和
- スチール - 池田直矢
- 車両 - イーエルエス
- 協力 - みうら映画舍、プロメイク舞台屋
- 製作 - アムモ ブレス エスティーディー
- 配給 - アムモ98

## 主題歌
- 田中有紀美『愛染 -aizen-』